# Землетрясения в Перу
Землетрясения в Перу происходят довольно часто, поскольку вся территория страны находится в сейсмоопасной зоне. Сейсмоопасность связана с тем, что на океанском побережье Перу образовалась зона субдукции, связанная с наплыванием Южно-Американской плиты на погрузившуюся под неё плиту Наска. Эта же причина обусловила формирование складчатой области на западе Южной Америки — горы Анды и вулканизма в перуанском высокогорье, а также формированием Перуанско-Чилийского жёлоба. Ежегодно плита Наска и Южно-Американская плита сближаются на 78 миллиметров.
Самые ранние свидетельства о землетрясениях Перу появились около 400 лет назад. Первые записи были сделаны испанскими колонизаторами, старейшее из них относится к 1555 году. О землетрясении 1582 года в Арекипе известно, что город был полностью разрушен, а число погибших составило 30 человек. Самое разрушительное землетрясение до 1970 года произошло в Лиме в 1746 году. Самое катастрофическое по количеству жертв землетрясение в Перу было в 1970 году. Это землетрясение являлось не самым сильным по магнитуде, но в результате последовавших оползней, селевых потоков и наводнений погибло более 100,000 человек, ранеными оказались 358,000 и около 3,000,000 пострадали, что сделало это землетрясение самым катастрофическим по количеству человеческих жертв в истории Америки.

## Список землетрясений в Перу
| Дата              | Магнитуда | Название                         | Эпицентр                                                                         | Зона землетрясения                                                              | Последствия |
| ----------------- | --------- | -------------------------------- | -------------------------------------------------------------------------------- | ------------------------------------------------------------------------------- | --- |
| 15 ноября, 1555   | 7.0       | Лима, 1555                       | неизвестно                                                                       |                                                                                 | Причинён значительный ущерб постройкам в Лиме. |
| 25 января, 1582   | 7,4       | Арекипа, 1582                    | Около Арекипа.                                                                   | Юг Перу.                                                                        | 30 погибших. Арекипа полностью разрушена в результате землетрясения и последовавшего за ним наводнения. |
| 9 июля, 1586      | 8,0       | Лима и Кальяо, 1586              | в Тихом океане у побережья Лимы.                                                 | Центральная часть побережья Перу                                                | 22 погибших. Колокольня кафедрального собора Лимы и другие высокие постройки разрушены. |
| 28 февраля, 1600  | 7,8       | Арекипа, 1600                    | Мокегуа.                                                                         | Юг Перу                                                                         | 4000 погибших. Полностью разрушена Арекипа. |
| 24 ноября, 1604   | 8,5       | Арика, 1604                      | Тихий океан, побережье Арика.                                                    | Юг Перу, север современного Чили.                                               | По разным данным от 1200 до 1700 погибших. Разрушения в Арике и других населённых пунктах. |
| 19 октября, 1609  | 8,5       | Лима и Кальяо 1609               | Неизвестно                                                                       | Центральное побережье Перу.                                                     | Около 200 погибших. Примерно 500 построек в Лиме сильно повреждены, кафедральный собор Лимы также пострадал. |
| 16 декабря, 1615  | 7,0       | Арика, 1615                      | Тихий океан, побережье Арики.                                                    | Юг Перу, север современного Чили.                                               | неизвестно |
| 14 февраля, 1619  | 8,0       | Трухильо 1619                    | Около Трухильо.                                                                  | Северное побережье Перу.                                                        | 3000-5000 погибших. Разрушения в Трухильо, Пьюра. |
| 27 ноября, 1630   | 8,5       | Лима и Кальяо, 1630              | Неизвестно                                                                       | Центральное побережье Перу.                                                     | Несколько погибших и раненых в Лиме. Разрушения в Лиме и Кальяо. |
| 31 марта, 1650    | 6,8       | Арика 1650                       | Неизвестно                                                                       | Юг Перу, современный север Чили                                                 | 50 погибших |
| 12 мая, 1650      | 7,5       | Куско, 1650                      | Около Куско.                                                                     | Юг и центр Перу                                                                 | 500о погибших в результате сильного и продолжительного землетрясения. Разрушения и оползни в зоне землетрясения. |
| 13 ноября, 1655   | 8,0       | Лима и Кальяо, 1655              | Неизвестно                                                                       | Центральное побережье Перу                                                      | Один погибший. Сильные разрушения в Лиме и Кальяо. Образовались две большие трещины на Главной площади Лимы, также разрушена иезуитская церковь. Разрушения на острове Сан-Лоренсо. |
| 12 мая, 1664      | 8,0       | Ика 1664                         | неизвестно                                                                       | Ика (регион).                                                                   | Полность разрушен город Ика, 400 погибших в Ике и 60 в Писко. Уничтожены винные погреба в Ике, в Лиме ощущались значительные колебания земной коры. |
| 17 июня, 1678     | 8,0       | Лима и Кальяо, 1678              | Неизвестно                                                                       | Центральное побережье Перу.                                                     | 9 погибших. Сильные разрушения в Лиме и Кальяо. |
| 10 марта, 1681    | 6,7       | Арика 1681                       | Неизвестно                                                                       | Юг Перу, современный север Чили.                                                | 133 погибших. |
| 28 января 1687    | 7,0       | Уанкавелика 1687                 | Неизвестно                                                                       | Уанкавелика, Уанта                                                              | |
| 20 октября 1687   | 8,0 8,5   | Лима и Кальяо, 1687              | Тихий океан у Кальяо.                                                            | Центральное побережье Перу.                                                     | Разрушения в поселениях на центральном побережье. 1541 погибший, почти полное разрушение Лимы. Чудесное спасение образа Сеньор де лос Милагрос. |
| 14 июля 1699      | 7,0       | Лима 1699                        | Неизвестно                                                                       | Департамент Лима                                                                | Сильные колебания земной коры в Лиме. |
| 17 сентября 1707  | 7,0       | Капи 1707                        | Капи, Паруро, современный Департамент Куско                                      | Департамент Куско                                                               | Разрушено 90 домов, 50 погибших. |
| 22 августа 1715   | 7,0       | Арекипа 1707.                    | Около Арекипа.                                                                   | Юг Перу.                                                                        | Разрушены небольшие поселения в горах, толчки ощущались также в Арике. |
| 6 февраля, 1716   | 8,0       | Тората 1716                      | Тората, сейчас Мокегуа.                                                          | Мокегуа.                                                                        | Много погибших, полное разрушение города Тората, сильные толчки в Лиме. |
| 10 февраля, 1716  | 8,0       | Каманья и Писко 1716             | Около Каманьи, современный департамент Арекипа.                                  | Современные департамент Арекипа и департамент Ика.                              | Разрушен Писко и некоторые другие поселения. |
| 6 января, 1725    | 7.8       | Трухильо 1725                    | Около Трухильо.                                                                  | Север Перу                                                                      | Сильные, продолжительные толчки привели к смерти 4000 человек. Разрушения в Трухильо и Лиме. |
| 8 января, 1725    | 7,0       | Арекипа 1725                     | Около Арекипы                                                                    | Юг Перу.                                                                        | Разрушена большая часть построек в Арекипе |
| 27 марта, 1725    | 6,0       | Каманья 1725                     | Около города Каманья, сейчас департамент Арекипа.                                | Южное побережье Перу.                                                           | Каманья подверглась разрушениям. |
| 24 марта, 1739    | 6,0       | Аймараес 1739                    | Санта-КаталинаДепартамент Апуримак                                               | Аймараес                                                                        | Погибли жители города. |
| 19 ноября, 1744   | 6,0       | Куско 1744                       | Около Куско                                                                      | Департамент Куско.                                                              | |
| 11 февраля, 1746  | 7,0       | Уркос 1746                       | PПуэбло-де-Уркас, около Куско                                                    | Департамент Куско.                                                              | Сильные разрушения в Уркосе. |
| 28 октября, 1746  | 8.4       | Лима и Кальяо 1746               | Тихий океан, западнее Кальяо.                                                    | Побережье и горы в центральном Перу                                             | Самое сильное и разрушительное землетрясение в истории Лимы. Примерно 15000-20000 погибших, в самой Лиме погибли 5000 человек. В Кальяо выжили лишь 200 человек из 5000 населения. Лима и Кальяо Полностью разрушены. |
| 14 марта, 1747    | 8,4       | Таука 1747                       | неизвестно                                                                       | Таука, современный департамент Анкаш                                            | Разрушительное землетрясение, разрушены постройки, были человеческие жертвы. |
| 2 сентября, 1759  | 7,0       | Трухильо 1759                    | Около Трухильо                                                                   | Северное Перу.                                                                  | 5 погибших в Трухильо. Несколько разрушений в городе, пострадали колокольня и своды собора. |
| 26 января, 1777   | 7,0       | Лима 1777                        | неизвестно                                                                       | Центральное побережье Перу.                                                     | Сильные подземные толчки. |
| 13 мая, 1784      | 8,0       | Арекипа 1784                     | Около Арекипы Arequipa.                                                          | Современный департамент Арекипа.                                                | 54 погибших. Город Арекипа разрушен, как многие поселения в радиусе 100 км от эпицентра. |
| 14 октября, 1791  | 5,0       | Паско 1791                       | Неизвестен                                                                       | Вилья-де-Паско                                                                  | |
| 1 декабря, 1806   | 8,4       | Лима 1806                        | Тихий океан, рядом с Кальяо.                                                     | Центральное побережье Перу.                                                     | Сильные подземные толчки в течение 2 минут, разрушения в Лиме и Кальяо |
| 30 марта, 1813    | 7,0       | Ика 1813                         | Возле города Ика.                                                                | Департамент Ика.                                                                | 32 погибших. Разрушения в деревне Ика. Трещины в реке Ика привели к большим грязевым потокам. |
| 10 июля, 1821     | 8,2       | Арекипа 1821.                    | Каманья, современный департамент Арекипа.                                        | департамент Арекипа                                                             | 162 погибших. Значительные разрушения в регионе. |
| 30 марта, 1828    | 8,0       | Лима 1828                        | Тихий океан напротив департамента Лима.                                          | Центральное побережье Перу.                                                     | 30 погибших, серьёзные разрушения в Лиме. |
| 8 октября, 1831   | 7,0       | Юг Перу 1831                     | неизвестно                                                                       | Юг Перу, современный север Чили.                                                | Погибшие в Арике, подземные толчки ощущались в Арекипе и в городах Боливии. |
| 18 сентября, 1833 | 7,0       | Юг Перу 1833                     | Неизвестно                                                                       | Юг Перу, современный север Чили.                                                | 18 погибших. Город Такна в руинах, разрушения в Арекипе, Арике и других городах. Землетрясение ощущалось и в Боливии. |
| 4 июля, 1839      | 7,0       | Чанчамайо 1839                   | Департамент Чанчамайо, департамент Хунин.                                        | Чанчамай, центральная сельва Перу                                               | |
| 20 августа, 1857  | 8,0       | Пьюра 1857                       | Около Пьюра.                                                                     | Северо-запад Перу.                                                              | Разрушения в городе, трещины в земле. |
| 13 апреля, 1861   | 6,0       | Апуримак 1861                    | Неизвестно                                                                       | Департамент Апуримак и часть департамента Аякучо                                | Разрушения в нескольких городах |
| 13 августа, 1868  | 9,5       | Юг Перу 1868                     | Тихий океан напротив Арики                                                       | Юг Перу, Боливия и современный север Чили.                                      | Самое сильное землетрясение со времён Лимского землетрясения 1746 года. Толчки ощущались от департамента Анкаш и до города Вальдивия в Чили. Погибло около 40000 человек (25000 в Перу, остальные на севере Чили и в Боливии. Разрушения в Мокегуа, Арекипе, Такне, Икике. Последовавшее цунами разрушило порты Арики, Мольендо.     |
| 3 декабря, 1869   | 6,0       | Абанкай 1869                     | Абанкай, департамент Апуримак.                                                   | Департамент Апуримак.                                                           | Повреждение построек. |
| 9 мая, 1877       | 8,5       | Икике 1877                       | Тихий океан около провинции Тарапака.                                            | Юг Перу, современный север Чили и часть бывшего юго-запада Боливии.             | Последовавшее цунами затронуло территорию от города Писко до Антофагасты в Чили. Цунами также дошло до Японии, Новой Зеландии, Гавайи, Самоа и Калифорнии. 34 погибших. |
| 23 января, 1878   | 7,0       | Тарапака 1878                    | Неизвестно                                                                       | Юг Перу современный Севре Чили.                                                 | Сопровождалось цунами, затронуты Тарапака, Арекипа и Такна. |
| 20 сентября, 1898 | 6,0       | Кальяо 1898                      | Неизвестно                                                                       | Лима и Кальяо.                                                                  | Сильное землетрясение, повреждены постройки в городах, наибольшие повреждения в Кальяо. |
| 2 января 1902     | 5,0       | Касма и Чимботе 1902             | Неизвестно                                                                       | Северное и центральное побережье Перу.                                          | |
| 4 марта, 1904     | 6,4       | Лима и Кальяо1904                | Матукана, департамент Лима                                                       | Центральное побережье Перу.                                                     | 5 погибших. Наибольшие разрушения в Чорильос и Кальяо. |
| 4 мая, 1906       | 7,0       | Такна 1906                       | Около Такны                                                                      | Юг Перу и север Чили.                                                           | Затронуты Такна, Арика и Мольендо. |
| 16 июня, 1908     | 7,0       | Такна и Арика 1908               | Около Такны                                                                      | Юг Перу и север Чили                                                            | |
| 12 декабря, 1908  | 8,2       | Центральное побережье Перу 1908  | Напротив побережья Анкаш и Лима.                                                 | Центральное побережье Перу.                                                     | 10 погибших. |
| 6 августа, 1913   | 7.4       | Каравели 1913                    | Каравели, департамент Арекипа.                                                   | Департамент Арекипа.                                                            | 57 погибших. Разрушение города Каравели и повреждения строений в Арекипе. |
| 4 ноября, 1913    | 7,0       | Аймараес 1913                    | Департаменты Апуримак и Куско.                                                   | Департамент Апуримак.                                                           | 155 погибших. |
| 11 сентября, 1914 | 7,0       | Каравели 1914                    | Каравели, департамент Арекипа.                                                   | Юг Перу.                                                                        | 24 погибших. Разрушения в Каравели. |
| 2 декабря, 1914   | 7,0       | Паринокочас 1914                 | Неизвестно                                                                       | Департамент Аякучо.                                                             | 34 погибших. Большие разрушения в городах западной горной цепи между Аякучо и Арекипы. |
| 28 декабря, 1915  | 6,0       | Каравели 1915                    | Каравели, департамент Арекипа.                                                   | Департамент Арекипа.                                                            | 39 погибших. |
| 8 февраля, 1916   | 7.6       | Уанкавелика 1916                 | Департаменты Уанкавелика и Аякучо.                                               | Департамент Уанкавелика.                                                        | 60 погибших. |
| 20 мая, 1917      | 6,0       | Трухильо 1917                    | Около Трухильо.                                                                  | Северное побережье Перу.                                                        | |
| 21 мая, 1917      | 7,0       | Кальома 1917                     | Кальома, деп. Арекипа                                                            | Пуэбло-де-Кальома.                                                              | 22 погибших, город в руинах. |
| 11 октября, 1922  | 6,0       | Каравели 1922                    | Каравели, деп. Арекипа.                                                          | Деп. Арекипа.                                                                   | Значительные повреждения в Арекипе и Мольенде |
| 11 марта, 1926    | 6,0       | Лима 1926                        | Неизвестно                                                                       | Побережье и горы в центре Перу.                                                 | Сильное землетрясение в Лиме, разрушения железнодорожного полотна. |
| 9 апреля, 1928    | 7,3       | Айапата 1928                     | Айапата, департамент Пуно                                                        | Департамент Пуно.                                                               | Сильные разрушения в провинции Карабайя департамента Пуно. 5000 погибших. |
| 18 июня, 1931     | 7,0       | Тинта 1931                       | Район Тинта, провинция Канчис, деп. Куско.                                       | Затронуты города Тинта, Чекакупе, Сикуани, Янаока.                              | Разрушены многие постройки, трещины в земле |
| 19 января, 1932   | 7,7       | Уачо 1932                        | Уачо, деп. Лима.                                                                 | Центральное побережье Перу.                                                     | Большие разрушения в Уачо. |
| 5 августа, 1932   | 6,0       | Арекипа 1932                     | Арекипа                                                                          | Департамент Арекипа.                                                            | Незначительные повреждения построек. |
| 5 марта, 1935     | 6,0       | Северное Перу 1935               | Неизвестно                                                                       | Побережье и горы северного Перу.                                                | Сильные повреждения в Трухильо, незначительные в Кутерво, Кахамарке, Чимботе и Касма. |
| 21 июня, 1937     | 6,0       | Северное побережье Перу 1937     | Неизвестно                                                                       | Северное побережье Перу.                                                        | Незначительные повреждения Трухильо и других городах. |
| 24 декабря, 1937  | 6,5       | Уанкапамба и Охапампа 1937       | Уанкабамба, деп. Паско.                                                          | Восточные склоны центральной горной цепи.                                       | 53 погибших. |
| 5 марта, 1938     | 6,0       | Акопия 1938                      | Район Акопия, деп. Куско.                                                        | Пуэбло-де-Акопия.                                                               | |
| 2 июля, 1938      | 7,0       | Тарма 1938                       | Тарма, деп. Хунин.                                                               | Тарма.                                                                          | 350 погибших. Повторные толчки вызвали обрушения холмов в Тарме. |
| 23 июня, 1939     | 6,0       | Акомайо и Канас 1939             | Деп. Куско                                                                       | Провинции Акомайо и Канас                                                       | |
| 11 октября, 1939  | 7,0       | Чукибабма 1939                   | Район Чукибамба, деп. Арекипа.                                                   | Пуэбло-де-Чукибамба.                                                            | Серьёзные повреждения строений, затронуты Арекипа и Мокегуа. |
| 24 мая, 1940      | 8,2       | Лима и Кальяо 1940               | Тихий океан у побережья Кальяо.                                                  | Центральное побережье Перу.                                                     | Сопровождалось цунами. Около 1000 погибших, толчки ощущались в Гуякиле на севере и в Арике на юге. |
| 18 сентября, 1941 | 7,0       | Куско 1941                       | Около Куско                                                                      | Департаменты Куско и Апуримак                                                   | Повреждены постройки в Куско и окрестностях. |
| 24 августа, 1942  | 8,2       | Наска 1942                       | Между департаментами Ика и Арекипа.                                              | Департаменты Ика и Арекипа.                                                     | 33 погибших |
| 30 января, 1943   | 7,0       | Янаока и Пампамарка 1943         | Район Янаока, деп. Куско.                                                        | Города Янаока и Пампамарка.                                                     | 75 погибших. |
| 15 июня, 1945     | 5,0       | Лима 1945                        | Неизвестно                                                                       | Центральное побережье Перу.                                                     | Сильное землетрясение затронуло Лиму и некоторые другие города. |
| 21 августа, 1945  | 5,0       | Центральные Анды 1945            | Неизвестно                                                                       | Центральное Перу и восточные склоны Анд.                                        | |
| 10 ноября, 1946   | 7,9       | Сиуас 1946                       | Кичес, провинция Сиуас, деп. Анкаш.                                              | Департаменты Анкаш и Либертад.                                                  | 2,500 погибших. |
| 1 ноября, 1947    | 7,8       | Сатипо 1947                      | Сатипо, деп. Хунин                                                               | Между центральными горами и перуанской сельвой.                                 | 2,233 погибших. Ощущалось почти на всей территории Перу. |
| 14 февраля, 1948  | 5,8       | Кичес 1948                       | Кичес, провинция Сиуас, деп. Анкаш.                                              | Деп. Анкаш                                                                      | 7 погибших. |
| 11 мая, 1948      | 7,4       | Юг Перу 1948                     | Департаменты Мокегуа, Такна, Пуно.                                               | Департаменты Мокегуа, Такна, Пуно.                                              | 178 погибших. Повреждение у древних построек в Мокегуа, незначительные в Арекипе. |
| 28 мая, 1948      | 7,0       | Каньете 1948                     | Около Сан-Висенте-де-Каньете                                                     | Деп. Лима.                                                                      | 3 погибших, разрушения в городе. |
| 20 июля, 1948     | 7,0       | Каравели и Чукибамба 1948        | Неизвестно.                                                                      | Деп. Арекипа.                                                                   | Небольшие города. |
| 21 мая, 1950      | 7,0       | Куско 1950                       | Около Куско.                                                                     | Деп. Куско.                                                                     | 1,581 погибших. Более 50 % зданий Куско повреждены. |
| 10 декабря, 1950  | 6,0       | Ика 1950                         | Около города Ика.                                                                | Деп. Ика.                                                                       | 10 погибших. |
| 31 января, 1951   | 7,0       | Лима 1951                        | Неизвестно                                                                       | Департамент Лима.                                                               | Сильные толчки в Лиме. |
| 4 марта, 1951     | 6,0       | Чала 1951                        | Деп. Арекипа.                                                                    | Департаменты Арекипа и Ика.                                                     | Серьёзные повреждения в Чала, незначительные в Каравели. |
| 23 января, 1951   | 6,0       | Северное побережье 1951          | Тихий океан напротив северного побережья.                                        | Департаменты Анкаш и Либертад.                                                  | . |
| 12 декабря, 1953  | 7,0       | Тумбес 1953                      | Тумбес, граница Перу и Эквадора                                                  | Север Перу, юг Эквадора.                                                        | 48 погибших в Перу; 36 в Эквадоре. |
| 21 апреля, 1954   | 6,2       | Каньете-Чинча 1954               | Между Каньете и Чинча.                                                           | Департаменты Лима и Ика.                                                        | 1 погибший. |
| 19 августа, 1955  | 6,0       | Северное Перу 1955               | Неизвестно                                                                       | Департаменты Анкаш и Либертад.                                                  | Небольшие повреждения. Землетрясения ощущалось от Пьюры до Лимы. |
| 9 октября, 1955   | 6,0       | Мунги 1955                       | Касерио де Мунги, деп. Арекипа.                                                  |                                                                                 | Разрушения построек в Мунги. |
| 17 февраля, 1956  | 5,0       | Чимботе 1956                     | Неизвестно                                                                       | Департаменты Анкаш и Либертад.                                                  | |
| 18 февраля, 1956  | 6,3       | Каруас 1956                      | Каруас, деп. Анкаш.                                                              | Кальехон-де-Уайлас, деп. Анкаш.                                                 | 14 погибших. |
| 29 октября, 1956  | 6,0       | Уануко и Тинго-Мария 1956        | Неизвестно                                                                       | Департаменты Уануко и Анкаш.                                                    | |
| 18 февраля, 1957  | 7,0       | Центральное побережье Перу 1957  | Тихий океан напротив побережья деп. Лима.                                        | Департамента Анкаш, Лима, Ика.                                                  | 4 погибших. |
| 15 января, 1958   | 7,3       | Арнекипа 1958                    | Около Арекипы.                                                                   | Департаменты Арекипа и Мокегуа.                                                 | 228 погибших, 845 раненых, 100,000 пострадавших. Пострадали все старинные постройки в Арекипе, большинство современных зданий без повреждений. |
| 19 июля, 1959     | 7,0       | Юг Перу 1959                     | Неизвестно                                                                       | Департаменты Арекипа, Мокегуа и Такна.                                          | Интенсивное и продолжительное землетрясение. |
| 24 декабря, 1959  | 7,0       | Аякучо 1959                      | Около Аякучо.                                                                    | Горы в департаменте Аякучо.                                                     | 7 погибших. Разрушено около 250 построек. |
| 13 января, 1960   | 7,5       | Арекипа 1960                     | Около Арекипы.                                                                   | Департаменты Арекипа и Мокегуа.                                                 | 687 погибших, 2,000 раненых, 170,000 пострадавших. Разрушения в Арекипе, Мокегуа и окрестных населённых пунктах, повреждены дороги. |
| 15 января, 1960   | 6,0       | Лима и южное Перу 1960           |                                                                                  | Департаменты Лима, Ика и Уанкавелика.                                           | Разрушения в Наска, Ика и Уанкавелике. |
| 8 ноября, 1961    | 6,0       | Акос 1961                        | Район Акос, деп. Куско                                                           |                                                                                 | |
| 3 марта, 1962     | 6,1       | Юнгул 1962                       | Юнгул, деп. Хунин.                                                               | Восточный склон центральных Анд..                                               | 20 погибших. Разрушения и повреждение в высокогорьях. |
| 18 апреля, 1962   | 6,0       | Уарас 1962                       | Неизвестно                                                                       | Деп. Анкаш.                                                                     | Повреждение построек, оползни. |
| 17 сентября, 1963 | 6,0       | Северное и центральное Перу 1963 | Неизвестно                                                                       | Департаменты Либертад, Анкаш и Лима.                                            | Продолжительное и сильное землетрясение, ощущалось от Каньете на юге до Трухильо на севере Перу. |
| 24 сентября, 1963 | 7,0       | Анкаш 1963                       | Неизвестно                                                                       | Деп. Анкаш.                                                                     | Серьёзные повреждения у построек из необожжёного кирпича, затронуты Уарас, Уармей. Ощущалось также в Салаверри и Чимботе. |
| 26 января, 1964   | 6,0       | Юг Перу 1964                     | Около Арекипы.                                                                   | Департаменты Арекипа и Мокегуа.                                                 | 4 раненых в Арекипе. |
| 8 мая, 1965       | 6,0       | Уркос 1965                       | Район Уркос, деп. Куско                                                          | Город Уркос.                                                                    | |
| 17 октября, 1966  | 7,5       | Лима и Кальяо 1966               | Тихий океан напротив Уачо, деп. Лима.                                            | Центральное побережье Перу                                                      | 220 погибших, 1800 раненых, 258000 пострадавших. Разрушения в Лиме и других населённых пунктах. Сопровождалось умеренным цунами. |
| 19 июня, 1968     | 6,9       | Мойобамба 1968                   | Мойобамба, деп. Сан-Мартин.                                                      | Деп. Сан-Мартин, северная сельва Перу                                           | 46 погибших, 500 раненых, 40000-45000 пострадавших. |
| 1 октября, 1969   | 7,0       | Уайтапальяна 1969                | Уайтапальяна, район Париахуанка, деп. Хунин.                                     | Уайтапальяна                                                                    | 1,300 погибших. |
| 14 февраля, 1970  | 7,0       | Панао 1970                       | Панао, деп. Уануко.                                                              | Пана.                                                                           | Более 10 погибших, раненые. Разрушения в окрестных населённых пунктах. |
| 31 мая, 1970      | 7,9       | Анкаш 1970                       | Тихий океан напротив побережья департамента Анкаш.                               | Север Перу.                                                                     | Самое катастрофическое по количеству жертв землетрясение в Перу. 100,000 погибших (25,000 пропавших без вести); 358,000 раненых, 157,245 госпитализированных и около 3,000,000 пострадавших. Город Юнгай полностью затоплен, город Уарас и другие разрушены. Ощущалось от Тумбеса на севере до Ики на юге и Икитоса на востоке Перу. |
| 9 декабря, 1970   | 7,1       | Северо-запад Перу. 1970          | Около Пьюры.                                                                     | Департаменты Тумбес и Пьюра.                                                    | 1,167 погибших (48 пропавших без вести), 2,500 раненых, почти 300,000 пострадавших. |
| 5 мая, 1971       | 6,5       | Сиуас 1971                       | Сан-Мигель, деп. Анкаш.                                                          | Деп. Анкаш.                                                                     | 5 погибших, около 30 раненых. |
| 10 июня, 1971     | 5,0       | Паско 1971                       | Неизвестно                                                                       | Центр Перу.                                                                     | Повреждены несколько древних деревенских построек в Паско, толчки ощущались в Уануко, Хунине, Чинче и Ике. |
| 14 октября, 1971  | 6,6       | Аймараес 1971                    | Провинция Аймараес, деп. Апуримак.                                               | Провинция Аймараес.                                                             | 144 погибших. В районе землетрясения 10 % построек разрушены, около 40 % повреждены. |
| 20 марта, 1972    | 6,5       | Хуанхуи и Сапасоа 1972           | Хуанхуй, деп. Сан-Мартин                                                         | Северо-восток Перу.                                                             | 40 погибших, 500 разрушенных построек. |
| 3 октября, 1974   | 7,2       | Лима 1974                        | Запад центрального региона Перу, побережье департамента Лима.                    | Департаменты Лима и Ика.                                                        | Продолжалось в течение двух минут. 252 погибших, 3,600 раненых, 300,000 пострадавших. Ощущалось в нескольких департаментах, в Лиме значительно повреждены различные постройки. |
| 16 февраля, 1979  | 6,2       | Арекипа 1979                     | Рядом с городом Арекипа                                                          | Деп. Арекипа.                                                                   | Материальный ущерб. |
| 10 ноября, 1980   | 6,2       | Аякучо 1980                      | Около Аякучо                                                                     | Деп. Аякучо.                                                                    | Неизвестно |
| 18 апреля, 1981   | 6,2       | Аякучо 1981                      | Деп. Аякучо.                                                                     |                                                                                 | 106 погибших. |
| 6 апреля, 1986    | 6,0       | Куско 1986                       | В пределах департаментов Лима и Мадре-де-Диос.                                   | Центр и юг Перу.                                                                | 153 погибших и 27 пропавших без вести, 1,200 раненых; 180,000 пострадавших. |
| 29 мая, 1990      | 7,0       | Сан-Мартин 1990                  | Департаменты Сан-Мартин и Амасонас.                                              | Северо-восток Перу, Амазония.                                                   | Около 400 погибших (135 пропавших без вести), 2,800 раненых, 500,000 пострадавших. |
| 4 апреля, 1991    | 6,5       | Северо-восток Перу 1991          | Амазония, деп. Сан-Мартин.                                                       | Северо-восток Перу                                                              | 40 погибших, 800 раненых, 235,000 пострадавших. |
| 5 апреля, 1991    | 6,0       | Северо-восток Перу (II)          | В окрестностях предыдущего землетрясения этого же года                           | Северо-восток Перу.                                                             | Материальный ущерб. |
| 8 апреля, 1993    | 6,0       | Лима 1993                        | Центр департамента Лима                                                          |                                                                                 | 13 погибших, 200 раненых, 480 пострадавших семей. |
| 26 февраля, 1996  | 7,6       |                                  | Запад Перу.,                                                                     | Департаменты Ламбаеке, Либертад и Анкаш.                                        | Более 40 погибших (17 пропавших без вести), 200 раненых и 22,000 пострадавших от последовавшего цунами. |
| 12 ноября, 1996   | 6,4       | Наска 1996                       | В пределах департаментов Ика и Арекипа.                                          |                                                                                 | Около 20 погибших, 2,000 раненых, 200,000 пострадавших. |
| 3 апреля, 1999    | 6,0       |                                  | Юго-запад Перу.                                                                  | Побережье департамента Арекипа.                                                 | 1 погибший, 65 раненых, 200 пострадавших семей. |
| 23 июня, 2001     | 8.4       | Южное Перу 2001                  | Тихий океан напротив побережья департамента Арекипа.                             | Юг Перу                                                                         | Более 240 погибших (70 пропавших без вести), 2,400 раненых, 460,000 пострадавших. |
| 7 июля, 2001      | 7,6       | Южное Перу 2001                  | Напротив побережья департаментов Арекипа и Мокегуа.                              |                                                                                 | 3 погибших. |
| 12 октября, 2002  | 6,9       | Укаяли 2002                      | На границе Перу и Бразилии, деп. Укаяли.                                         |                                                                                 | Легко пострадавшие. |
| 25 сентября, 2005 | 7,5       | Ламас 2005                       | 90 км к северо-востоку от города Мойобамба, деп. Сан-Мартин.                     | Север и часть центра Перу.                                                      | 10 погибших, 164 раненых, 12,600 пострадавших. |
| 20 октября, 2006  | 6,2       | Чинча 2006                       | Чинча, деп. Ика.                                                                 |                                                                                 | Легко раненые. |
| 15 августа, 2007  | 7,9       | Писко и Ика 2007                 | Тихий океан, в 40 км к западу Чинча-Альта, деп. Ика.                             | Провинции Писко, Чинча, Ика и Каньете.                                          | Более 1,000 погибших (400 пропавших без вести) 2,000 раненых, 340,000 пострадавших. |
| 16 ноября, 2007   | 6,8       |                                  | Граница Перу и Бразилии в пределах департаментов Укаяли и Лоредо.                |                                                                                 | Легкораненые. |
| 29 марта, 2008    | 5,3       | Кальяо 2008                      | Тихий океан к западу от Кальяо и Лимы.                                           | Район Ла-Пунто, департаменты Кальяо и Лима.                                     | 1 погибший, несколько легкораненых. |
| 26 августа, 2008  | 5,9       | Пукальпа 2008                    | 66 км к северо-западу от Пукальпы                                                | Центральная сельва Перу, бразильская Амазония.                                  | Материальный ущерб. |
| 9 февраля, 2009   | 6,1       |                                  |                                                                                  | На глубине 35 км, в 124 км к северо-западу от Чиклайо, в 138 км к югу от Пьюры. | |
| 24 декабря, 2009  | 5,7       |                                  | Граница департаментов Арекипа и Ика.                                             | Юг Перу                                                                         | Небольшой материальный ущерб |
| 3 января, 2010    | 5,7       |                                  | 75 км к северо-западу от Уараса, деп. Анкаш.                                     | Побережье и горы в центральном Перу.                                            | Небольшой материальный ущерб. |
| 25 января, 2010   | 5,8       |                                  | 39 км к северо-востоку от Пуэрто Инка, в пределах департаментов Уануко и Укаяли. | Центр Перу.                                                                     | Ущерб не зарегистрирован. |
| 23 марта, 2010    | 6,0       |                                  | На глубине 40 километров в 40 км к северо-востоку от Наски.                      | Центр и южное побережье Перу                                                    | Ущерб не зарегистрирован. |
| 5 мая, 2010       | 6,5       |                                  | Тихий Океан, в западе от Такны.                                                  | Юг Перу, север Чили и Боливия.                                                  | 11 раненых, материальный ущерб. |
| 18 мая, 2010      | 6,4       |                                  | 46 км к северо-востоку от Багуа-Гранде, деп. Амасонас.                           | Южный Эквадор, северо-восток Перу.                                              | Материальный ущерб |
| 23 мая, 2010      | 6,0       |                                  | 28 км к юго-западу от Уанкаканкос, деп. Аякучо.                                  | Центр и юг Перу.                                                                | Незначительный ущерб постройкам. |
| 24 мая, 2010      | 6,2       |                                  | 319 к востоку от Пукальпы.                                                       | Центральная сельва Перу.                                                        | Ущерб не зарегистрирован. |
| 12 августа, 2010  | 6,7       |                                  | 140 км к югу от Кито, Эквадор.                                                   | Северо-восток Перу                                                              | Ущерб не зарегистрирован. |
| 24 августа, 2011  | 7,0       |                                  | в 82 км к северу от Пукальпа                                                     |                                                                                 | 1 человек погиб, около 20 получили ранения, повреждения электросетей в результате оползней |
| 28 октября, 2011  | 6,9       |                                  | в 51 км к юго-западу от города Ика                                               |                                                                                 | уточняется |
| 26 мая, 2019      | 8,0       |                                  | в провинции Альто Амасонас                                                       | центр и север Перу                                                              | 2 человека погибли, более 30 получили ранения, разрушено более 200 зданий, повреждения электросетей |

## Галерея
- Последствия цунами в Арике после землетрясения 1868.
- Перуанский солдат во время ликвидации последствий землетрясения в Писко.
- Перуанский знак безопасной зоны при землетрясении.